# 筬島威一
筬島 威一（おさじま いいち、1899年11月13日 - 1973年7月1日）は、日本の実業家。

## 経歴
愛媛県松山市に生まれる。1917年福岡県立中学修猷館、1920年第五高等学校工科を経て、1923年東京帝国大学工学部を卒業。
1923年三井物産に入社し大阪機械支部勤務。1929年から1934年までロンドン支店勤務。帰国後、機械課長、大阪支店長代理、同支店次長、佐世保支店長、福岡支店長を務め、1947年に三井物産が解体されると同時に退社し、三保物産を設立し代表取締役となる。
1948年1月ゼネラル物産（後にゼネラル石油と改称し現東燃ゼネラル石油）佐世保出張所長を委嘱され、1952年8月同社に入社して取締役大阪支店長、1953年6月常務取締役、1958年11月代表取締役を経て、1959年ゼネラル海運代表取締役となり、1962年2月ゼネラル石油代表取締役社長に就任する。